# Los Santos (Santander)
Los Santos is een gemeente in het Colombiaanse departement Santander. De gemeente telt 10.614 inwoners (2005).